# Lissochlora quotidiana
Lissochlora quotidiana är en fjärilsart som beskrevs av Louis Beethoven Prout 1932. Lissochlora quotidiana ingår i släktet Lissochlora och familjen mätare. Inga underarter finns listade i Catalogue of Life.